# Castillo de Turaida
Castillo de Turaida (en letón: Turaidas pils) es un castillo medieval recientemente reconstruido en Turaida, en la región de Vidzeme de Letonia, en la orilla opuesta del río Gauja de Sigulda.
El castillo de Turaida domina el museo de la Reserva y es visualmente, su elemento más impresionante. Cuando se ve desde el aire, o desde la otra orilla del río Gauja en Sigulda, en el castillo de Turaida se eleva por encima de los árboles como un poderoso barco construido de ladrillo rojo.